# Кёшли, Лео
Лео Кёшли (англ. Leo Cushley; род. 18 июня 1961, Эрдри, Шотландия, Великобритания) — шотландский прелат. Архиепископ Сент-Эндрюса и Эдинбурга с 24 июля 2013.

## Ранняя жизнь
Лео Кёшли родился 18 июня 1961 года в больнице Вестер Моффат, Эрдри, Северный Ланаркшир, Шотландия. Scotland Первый ребёнок Билла и Эйлин Кёшли, у него есть младшие брат и сестра, Кеннет и Кэри.
Кёшли учился в начальной школы Всех Святых, в Котдайке (1966—1967), перед завершением своего начального образования в начальной школе Святого Иоанна Крестителя, в Аддингстоне (1967—1973). Он продолжил учиться с средней школы Святого Креста, в Гамильтоне (1973—1975) и колледже Святой Марии, Блэрс, Абердин (1975—1979).

## Формация, образование и священство
Лео Кёшли был рукоположен в священники для епархии Мотеруэлла 7 июля 1985 года в церкви Святого Иоанна Крестителя, в Аддингстоне, епископом Джозефом Девайном. С 1979 года по 1987 год он обучался Папском Шотландском колледже, в Риме. С 1980 года по 1985 год он изучал философию и богословие в Папском Григорианском университете. Отец Кёшли продолжал свои обучение в Риме когда получил лиценциат в священной литургии в Папском Литургическом институте в 1987 году.
Отец Кёшли вернулся в епархию Мотеруэлл том же году в качестве помощника священника собора Богоматери Доброй Помощи, где он оставался, пока не был назначен викарием в приход Святого Серфа, в Эрдри и по совместительству капелланом средней школы Святой Маргариты в 1988 году. Отец Кёшли оставался там до 1992 года, когда он был направлен в приход Святого Эйдана, а также выступал в качестве капеллана в средней школе Святого Эйдена и капеллана средней школы Богоматери, в Мотеруэлле.

## Дипломатическая карьера
В 1994 году отец Кёшли был приглашён в Папскую Церковную Академию для изучения дипломатии и в то же время учиться на степень доктора канонического права в Папском Григорианском университете, которую он получил в 1997 году. Отец Кёшли официально поступил на дипломатическую службу Святого Престола 1 июля 1997 года.
Служил в апостольских нунциатурах в Египте, Бурунди, Португалии и предствительстве Святого Престола при Организации Объединённых Наций в Нью-Йорке и в Южной Африке.
Монсеньор Кёшли был отозван в Рим, чтобы работать в Государственном секретариате Ватикана в качестве главы английской секции.

## Архиепископ Сент-Эндрюса и Эдинбурга
24 июля 2013 года монсеньор Кёшли был назначен архиепископом Сент-Эндрюса и Эдинбурга, наследую кардиналу Киту О’Брайену. Его ординация и интронизация состоятся 21 сентября 2013 года.
В связи с этим назначением, монсеньор Кёшли сказал:

Для меня большая честь, что наш Святой Отец Папа Франциск назначил меня для такой важной задачи, здесь, в нашей древней столице. Я знаю, это сложный момент, и что много предстоит сделать, но с Божьей благодатью и доброй поддержкой духовенства и народа Эдинбурге, я буду работать радостно и с готовностью, со всей энергией, которую я могу собрать.— 